# Biroul Național de Statistică
Biroul Național de Statistică (abr. BNS) este autoritatea administrativă centrală care conduce și coordonează activitatea în domeniul statisticii din Republica Moldova.
În activitatea sa, instituția se călăuzește de Constituția Republicii Moldova, Legea cu privire la statistica oficială, acte legislative, hotărâri ale Parlamentului, decrete ale Președintelui Republicii Moldova, ordonanțe, hotărîri și dispoziții ale Guvernului, tratatele internaționale la care Republica Moldova este parte.
Biroul elaborează de sine stătător sau în comun cu alte autorități administrative centrale și aprobă metodologiile cercetărilor statistice și de calcul al indicatorilor statistici, în conformitate cu standardele internaționale, în special ale Uniunii Europene, și cu practica avansată a altor țări, precum și ținînd cont de specificul condițiilor social-economice ale Republicii Moldova; organizează, în conformitate cu programul de lucrări statistice, aprobat anual de către Guvern, cercetări statistice privind situația și dezvoltarea economică, socială, demografică a țării, executînd lucrările de colectare, prelucrare, centralizare, stocare și diseminare a datelor statistice.
Biroul este subordonat Guvernului și răspunde în fața acestuia pentru îndeplinirea atribuțiilor ce îi revin.